# Botanischer Garten Frankfurt am Main

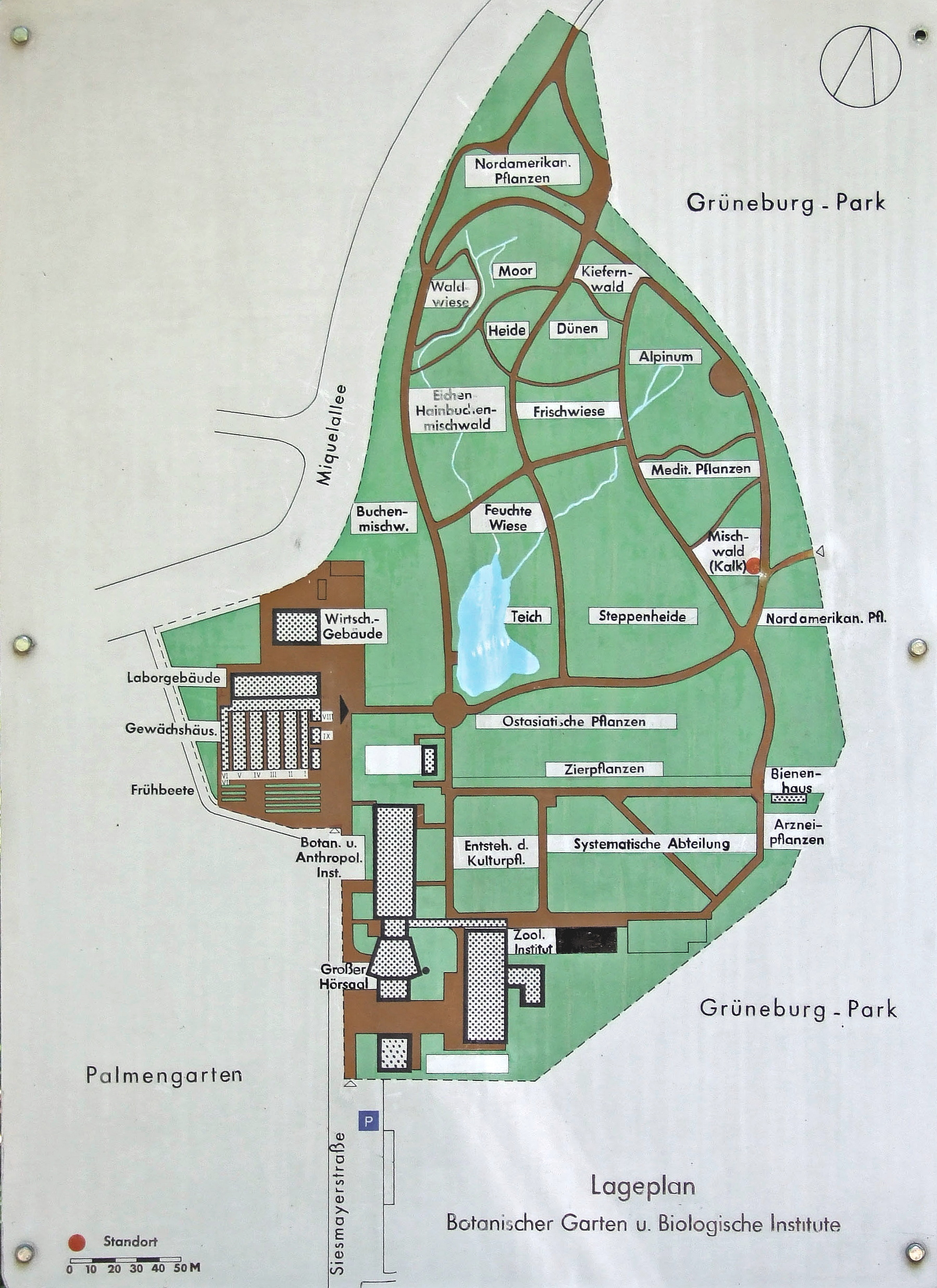
Gartenplan

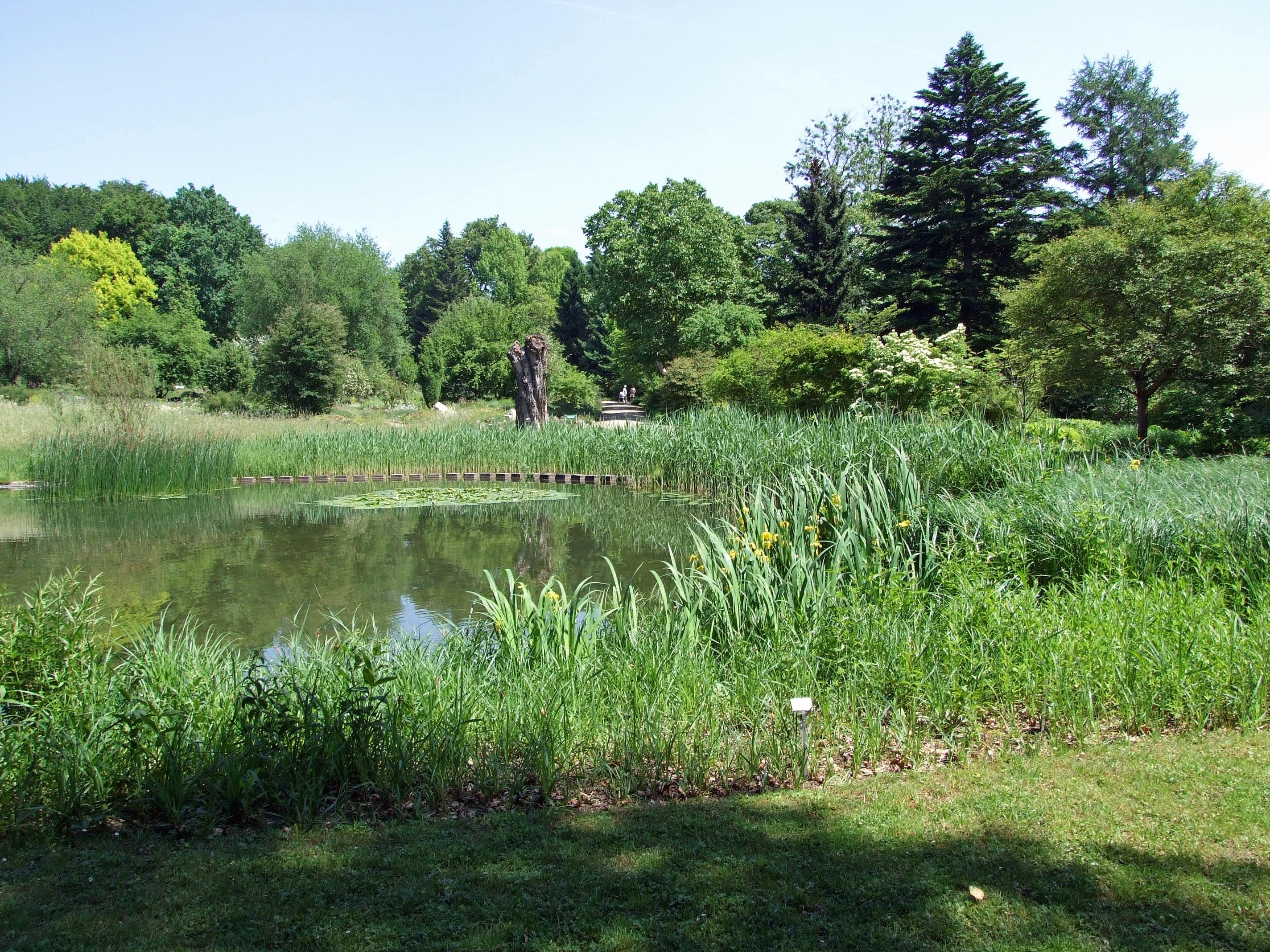
Botanischer Garten

Der heutige Botanische Garten Frankfurt am Main gehörte bis Ende 2011 der Goethe-Universität Frankfurt und ist seitdem im Besitz der Stadt Frankfurt. Der Garten wurde zwischen 1763 und 1774 durch die von Johann Christian Senckenberg errichtete Dr. Senckenbergische Stiftung begründet. Zunächst wurde er südöstlich des Eschenheimer Turms mit einer Größe von etwa einem Hektar zwischen der heutigen Bleich- und der Stiftstraße angelegt. Senckenberg, zusammen mit dem ersten Stiftsbotaniker Johann Heinrich Bäumerth, plante den Frankfurter Botanischen Garten nach dem Vorbild des von Carl von Linné in Uppsala errichteten Gartens, hat jedoch dessen Fertigstellung nicht mehr erlebt.
Die Absicht des Stifters war, in unmittelbarer Nähe des von ihm gleichfalls gestifteten Bürgerhospitals ein Gelände zur Anzucht von medizinischen Heilpflanzen, einen Apothekergarten herrichten zu lassen.

## Erster Garten
Wegen der thematischen Ausrichtung auf Heilpflanzen wurden bis 1867 stets Mediziner (Stiftsärzte) als Leiter des Gartens – unter praktischer Hilfe ausgebildeter Gärtner – bestellt und erst danach Botaniker. Zunehmende Gebietsverluste durch Bebauung und die ebenfalls vermehrte Luftverschmutzung machten Ende des 19. Jahrhunderts einen Umzug erforderlich.

## Zweiter Garten
Nach langen Verhandlungen zwischen Stadt und Stiftung wurde dafür ein 1,4 ha großes Gelände östlich des Palmengartens gefunden und zur Verfügung gestellt. Der Umzug fand in den Jahren 1907 bis 1908 statt. Dabei sorgte die Verpflanzung der Senckenberg-Eibe, einer damals etwa dreihundert Jahre alten Eibe, für großes Aufsehen. Leiter war zu dieser Zeit der Direktor Martin Möbius in Zusammenarbeit mit dem Obergärtner Rudolph Günther. Neben der systematischen Abteilung nach Linné besaß dieser Garten bereits einen Teil, der nach ökologischen Gesichtspunkten aufgebaut war. Der Garten sollte vornehmlich der Forschung des Senckenbergischen Instituts und in der Folge der 1914 gegründeten Goethe-Universität dienen. Während der 1930er-Jahre gestaltete Gartenbauoberinspektor Kurt Kiehne den Garten um. Er errichtete ein Arboretum und erste pflanzengeographische Parzellen (Alpinum, Sanddüne). Als dieser Garten zu klein für die Bedürfnisse der Forschung wurde, plante man 1930 den dritten, heutigen Garten. Das Gebiet des zweiten Gartens wurde später dem Palmengarten zugeschlagen.

## Dritter und jetziger Garten
Es wurde auch bald ein neues Grundstück gefunden: ein Teil des Grüneburgparks von etwa acht Hektar Größe. So konnte der 1931 beauftragte Diplom-Gartenbauoberinspektor Kurt Kiehne nach sechs Jahren Planung 1937 mit dem Aufbau beginnen. Kiehne war durch seine Ausbildung im Botanischen Garten Berlin-Dahlem vor allem an der Erweiterung der pflanzengeographischen Abteilung mit dem Schwerpunkt mitteleuropäische Vegetation interessiert. Bedingt durch den Zweiten Weltkrieg und durch die Lage des Gartens im Sperrgebiet der amerikanischen Militärverwaltung konnte der Garten erst 1958 fertiggestellt werden. Ausgedehnte Anlagen zeigen insbesondere Pflanzen Südeuropas, Asiens und Nordamerikas. Das Gelände bietet heute nicht zuletzt einen wertvollen Lebensraum für Insekten in der Stadt.

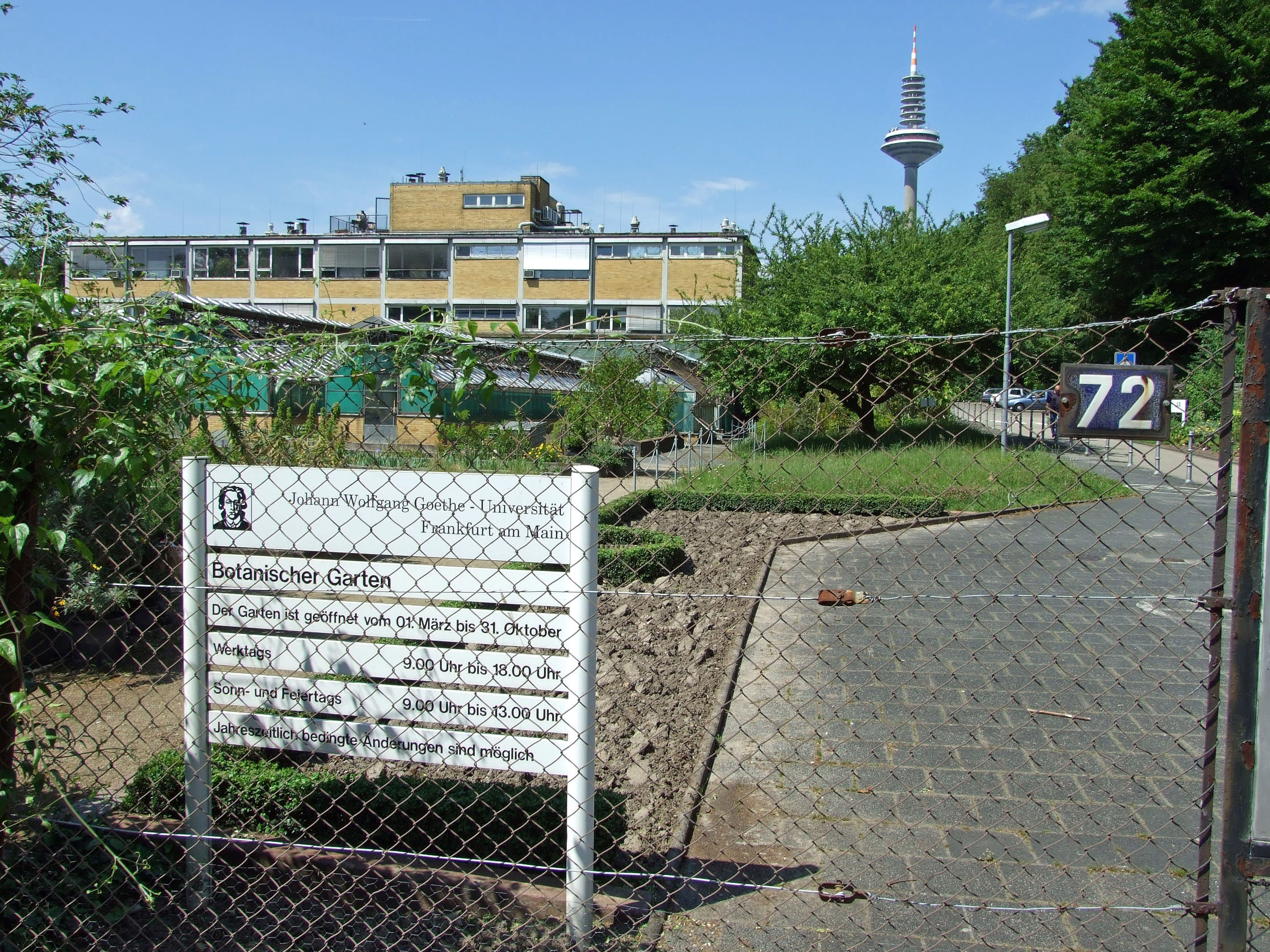
Pforte
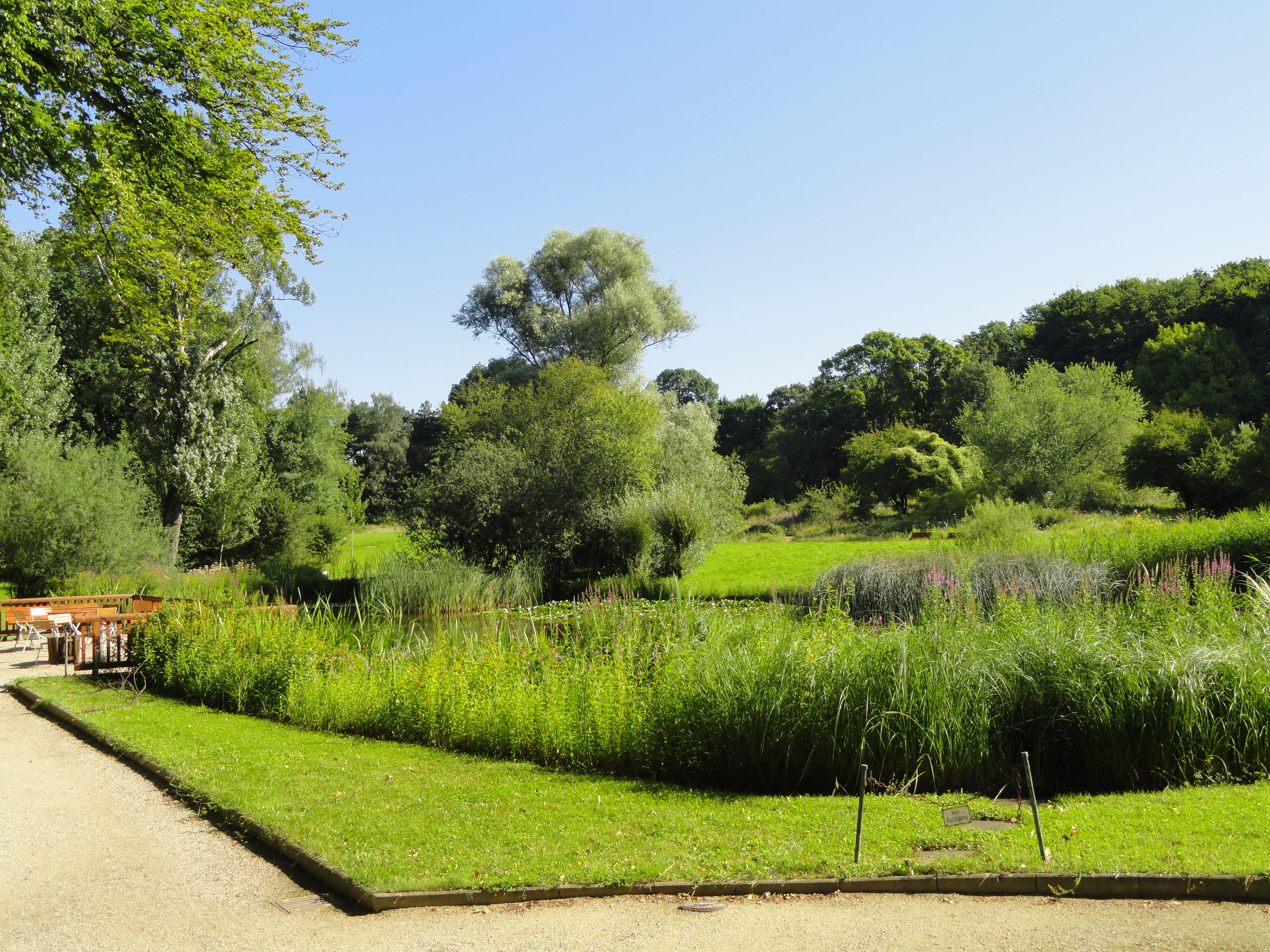
Weiher im Eingangsbereich
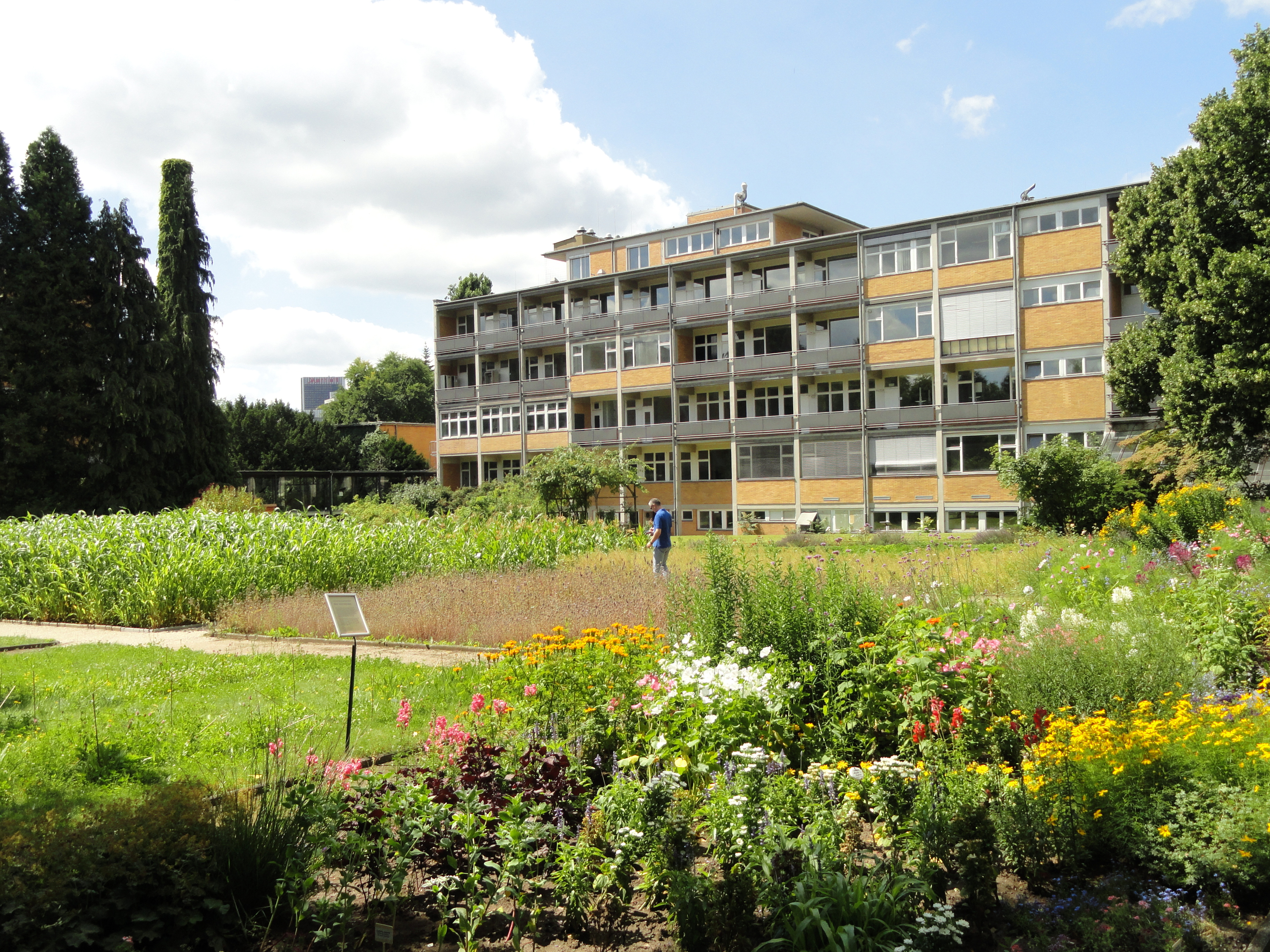
Von Ferdinand Kramer erbaute biologische Institute
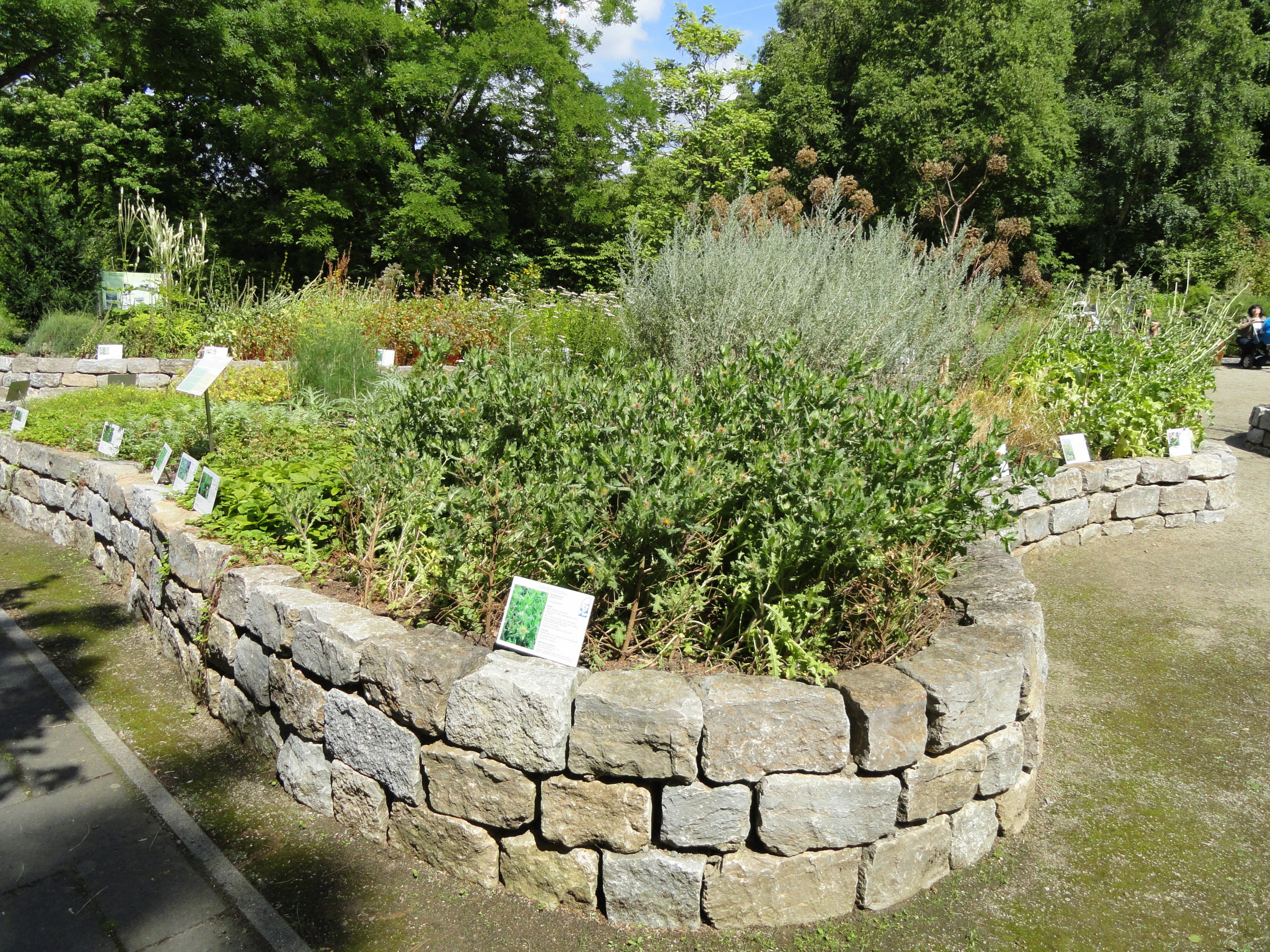
Kräuter und Gewürzpflanzen
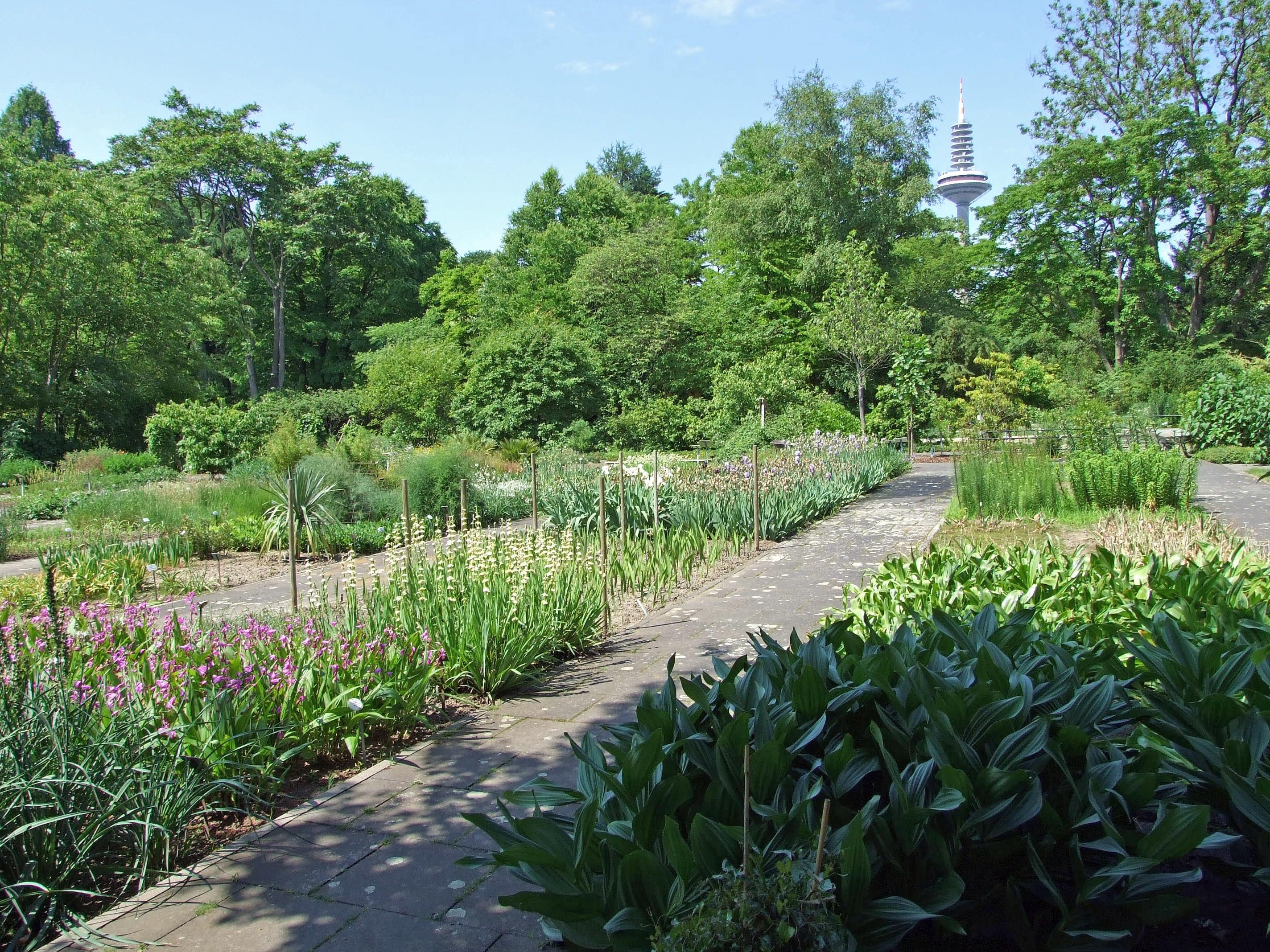
Südländische Pflanzen
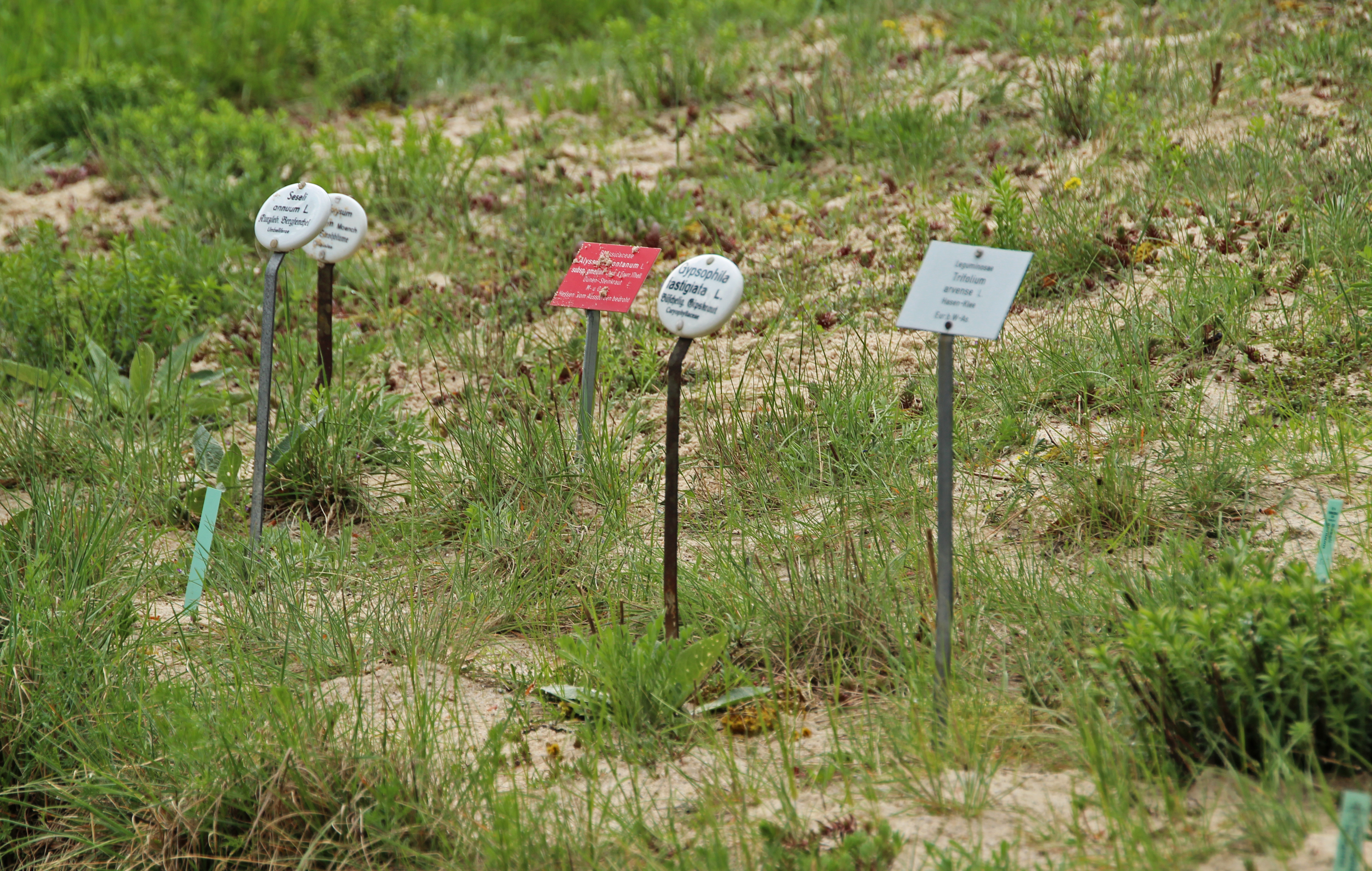
Markierung bedrohter Arten in rot
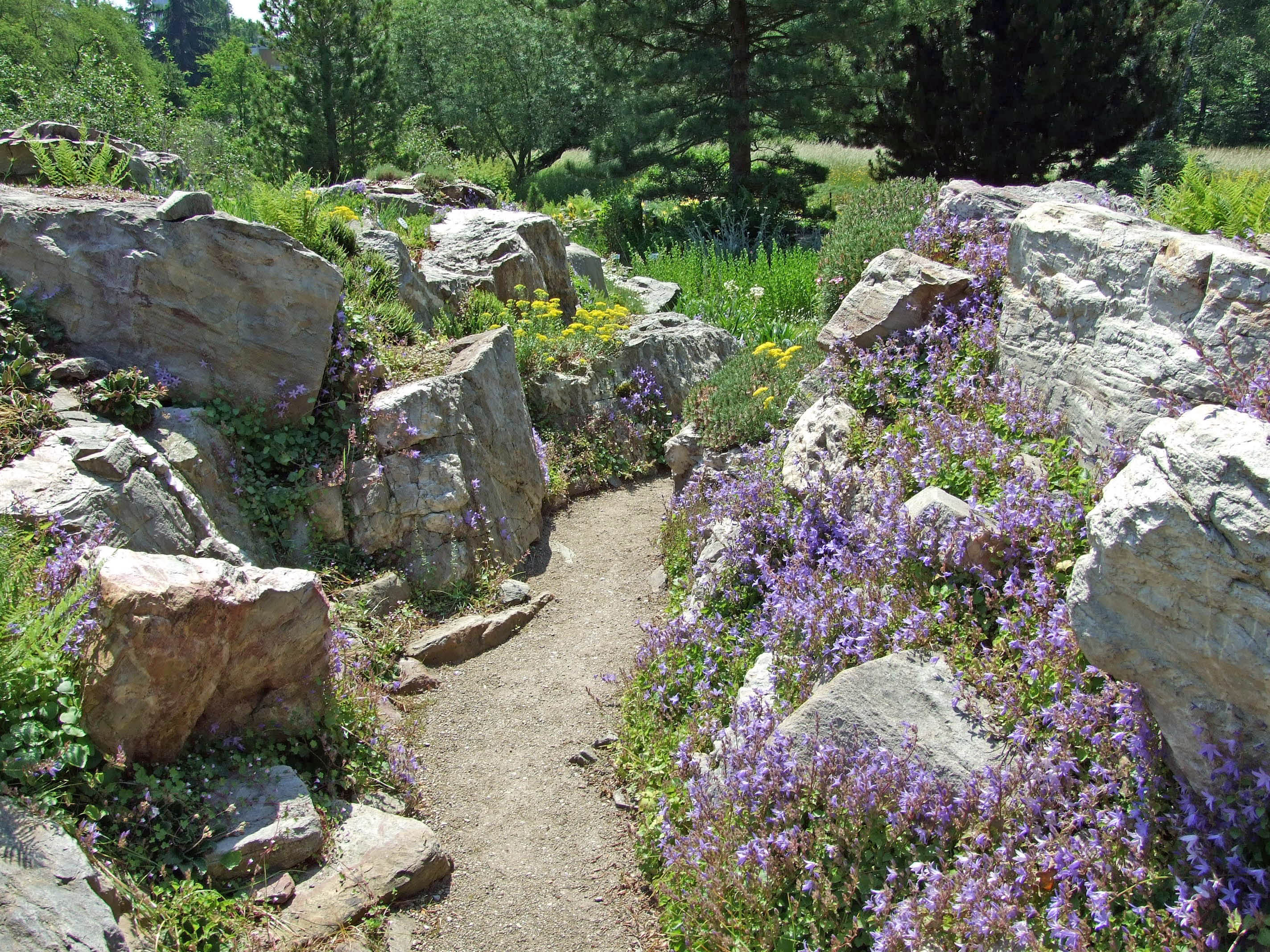
Pflanzen aus dem Hochgebirge
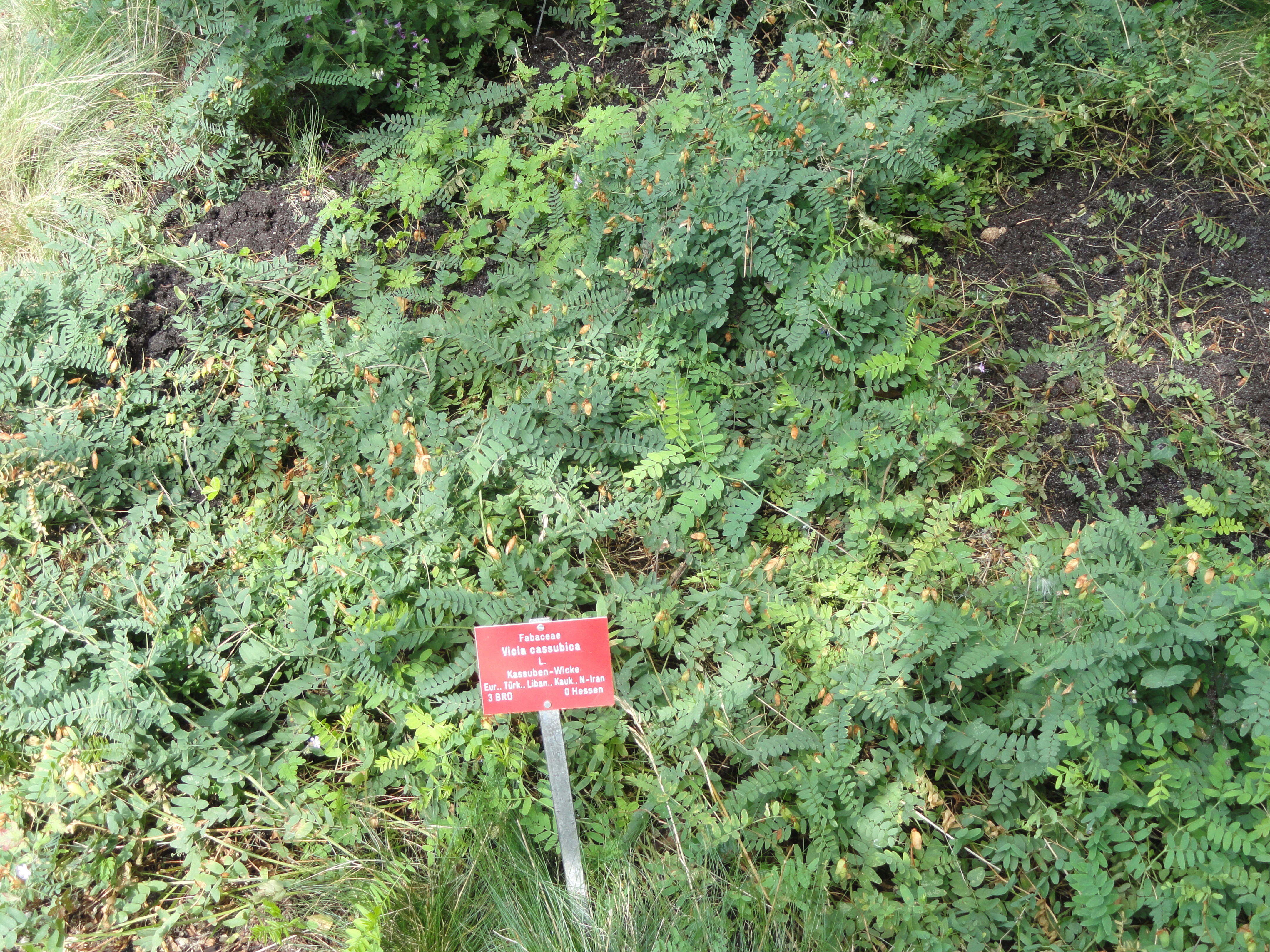
Vicia cassubica

Die großen Gebäude der Biologischen Institute im Eingangsbereich des Botanischen Gartens an der Siesmayerstraße wurden 1954/55 vom Architekten und Universitätsbaumeister Ferdinand Kramer errichtet, die Nebengebäude Anfang der 1960er-Jahre. Sie stellen das letzte große und einheitlich funktionale Ensemble der Kramerschen Universitätsbauten dar und werden, einem Namensvorschlag Kramers folgend, seit Anfang 1997 zusammen mit dem Gartenumfeld als Biologie-Campus bezeichnet.
Seit Ende 2006 wird diskutiert, nach der Umsiedlung der Biologischen Institute auf den Campus Riedberg den Botanischen Garten mit dem Palmengarten zu vereinigen. Über das Schicksal der Gebäude ist noch nicht entschieden worden. Der 2001 gegründete Freundeskreis Botanischer Garten der Johann Wolfgang Goethe-Universität, Frankfurt am Main e. V. bemüht sich darum, die Anlage als Bildungsinstitution zu erhalten.
Obwohl der Botanische Garten seit dem 1. Januar 2012 zum (eintrittspflichtigen) städtischen Palmengarten gehört, bleibt der Eintritt frei. Von November bis Februar ist der Garten für die Öffentlichkeit geschlossen.